# 琉球黃金國王
琉球黃金國王（日语：琉球ゴールデンキングス），是B聯賽的球隊之一，成立於2007年，主場根據地為沖繩縣沖繩市，主場館為沖繩體育館。

## 歷史
2007年，球隊成立，為沖繩縣首支籃球隊，隊名取自15世紀–19世紀曾經統治琉球群島的琉球王國之名，同時也希望球隊能建立自己的王朝，同年加入BJ聯盟，隸屬於西區，並在2008–09賽季取得隊史首座總冠軍，之後戰績愈來愈好，2013–14賽季更以43勝9敗的成績打破聯盟單一球季勝場數，也奠定了球隊在BJ聯盟的強權地位，總計在BJ聯盟時期拿下了4次總冠軍。
2016年，全國籃球聯賽和BJ聯盟合併為B聯賽，因此球隊也加入了新的聯賽，並屬於B1聯賽的西地區，加入B聯賽後，戰績也維持在前段班。2022–23賽季，在總冠軍賽擊敗千葉噴射機，拿下在B聯賽的首座總冠軍。

## 歷任總教練
| 教練名            | 接任年份 | 解任年份 | 總冠軍 | 聯盟                                           | 備註     |
| Hernando Planells | 2007年   | 2008年   |        | BJ聯盟                                         |          |
| 桶谷大            | 2008年   | 2012年   | 2次    | BJ聯盟                                         | 第1次    |
| 遠山向人          | 2012年   | 2013年   |        | BJ聯盟                                         |          |
| 伊佐勉            | 2013年   | 2017年   | 2次    | BJ聯盟（2013年–2016年） B聯賽（2016年–2017年） |          |
| 佐佐宜央          | 2017年   | 2019年   |        | B聯賽                                          | 季中解任 |
| 藤田弘輝          | 2019年   | 2021年   |        | B聯賽                                          | 季中接任 |
| 桶谷大            | 2021年   |          | 1次    | B聯賽                                          | 第2次    |

## 歷年成績

### BJ聯盟時期
| 球季    | 勝 | 敗 | 勝率  | 排名    | 備註            |
| 2007–08 | 10 | 34 | 0.227 | 西區第5 |                 |
| 2008–09 | 41 | 11 | 0.788 | 西區第1 | 西區冠軍 總冠軍 |
| 2009–10 | 33 | 19 | 0.635 | 西區第2 |                 |
| 2010–11 | 34 | 16 | 0.680 | 西區第1 | 西區冠軍        |
| 2011–12 | 39 | 13 | 0.538 | 西區第1 | 西區冠軍 總冠軍 |
| 2012–13 | 42 | 10 | 0.808 | 西區第1 | 西區冠軍        |
| 2013–14 | 43 | 9  | 0.827 | 西區第1 | 西區冠軍 總冠軍 |
| 2014–15 | 42 | 10 | 0.808 | 西區第2 |                 |
| 2015–16 | 40 | 12 | 0.673 | 西區第2 | 總冠軍          |

### B聯賽時期
| 球季    | 聯盟   | 勝 | 敗 | 勝率  | 排名      | 備註                              |
| 2016–17 | B1聯賽 | 29 | 31 | 0.483 | 西地區第2 |                                   |
| 2017–18 | B1聯賽 | 42 | 18 | 0.700 | 西地區第1 | 西地區冠軍                        |
| 2018–19 | B1聯賽 | 40 | 20 | 0.667 | 西地區第1 | 西地區冠軍                        |
| 2019–20 | B1聯賽 | 27 | 14 | 0.659 | 西地區第1 | 西地區冠軍 因COVID-19取消剩餘賽季 |
| 2020–21 | B1聯賽 | 40 | 16 | 0.714 | 西地區第1 | 西地區冠軍                        |
| 2021–22 | B1聯賽 | 49 | 7  | 0.875 | 西地區第1 | 西地區冠軍                        |
| 2022–23 | B1聯賽 | 48 | 12 | 0.800 | 西地區第1 | 西地區冠軍 總冠軍                 |

## 外部連結
- 琉球黃金國王官方網站 （页面存档备份，存于）（日語）
- 琉球黃金國王的Facebook專頁（日語）
- 琉球黃金國王的X（前Twitter）（日語）
- 琉球黃金國王的Instagram帳戶（日語）